# Bradfordsville (Kentucky)
Bradfordsville est une ville américaine située dans le comté de Marion, dans le Kentucky. Selon le recensement de 2020, sa population est de 270 habitants.